# ウルトラマンキング
ウルトラマンキング（英表記：Ultraman King）は、円谷プロダクション制作の特撮テレビドラマシリーズ「ウルトラシリーズ」の作品に登場する、架空のキャラクター。
1974年放映の『ウルトラマンレオ』第26話「日本名作民話シリーズ! ウルトラマンキング対魔法使い」で初登場。

## 概要
ウルトラ族伝説の超人で、光の国のプラズマスパーク建設に尽力した、ウルトラ長老の1人。全宇宙の平和を見守り、ウルトラ戦士たちから見ても、噂のみが残される神のような存在とされている。M78星雲・光の国をはじめ、ウルトラマンレオとアストラの故郷・獅子座L77星や、『ザ☆ウルトラマン』に登場したU40でも「必ずどこかにいる」と言われながら、それまで一度も姿を見せたことはなかったとされていたが、『大怪獣バトル ウルトラ銀河伝説 THE MOVIE』ではまだ若いころのウルトラの父やゾフィーの前に姿を見せている。
普段は無人の小惑星・キング星に1人で住んでいる。出身地は不明としている資料もあるが、『ウルトラマンレオ』第39話でウルトラの星が地球に接近した際には、ゾフィー、ウルトラマン、ウルトラマンジャック、ウルトラマンAとMAC隊長のモロボシダンに「我らが故郷」とウルトラの星を指し示すシーンがあることから、ウルトラの星の出身であることを窺わせるシーンもある。
また、『ウルトラマンメビウス外伝 ヒカリサーガ』では無人の惑星トワールに住み、謎の老人に変装していた。
能力はウルトラ兄弟を遥かに凌ぐ。ウルトラ戦士たちが束になっても敵わなかったウルトラマンベリアルを封印する、ブニョによって身体を分断されたレオを復活させる、ベリアルの超時空消滅爆弾によって崩壊した宇宙を修復するなどの功績を、単身で挙げている。そのため、キングとウルトラ兄弟を比較すると、ウルトラ兄弟と地球人ほどの能力差があるとされる。
小学館の学習雑誌『小学二年生』1974年11月号では、光の速さで移動するなどの設定とともに、「ゾフィーの祖父という噂もある」と記述されている。
居村眞二の漫画『ウルトラ超伝説』の一篇「プロメテウス伝説」では太古の世界が舞台になる中、ピコという少年時代の姿が登場した。このころから超能力を発揮し始め、念動力や予知や瞬間移動を体現させている。
デザインは大澤哲三が手掛けた。大澤の娘が描いた絵を元にしている。

## 登場作品

### テレビシリーズ
- 『ウルトラマンレオ』（1974年）：第26話、第39話、第50話
- 『ウルトラマンジード』（2017年）：第3話、第17話、第25話

### 劇場版・オリジナルビデオなど
- 『ウルトラマン怪獣大決戦』（1979年）
- 『新世紀ウルトラマン伝説』（2002年）
- 『新世紀2003ウルトラマン伝説 THE KING'S JUBILEE』（2003年）
- 『ウルトラマンメビウス外伝 ヒカリサーガ』（2006年）：全話
- 『ウルトラマンメビウス外伝 アーマードダークネス』（2008年）：STAGE2
- 『大怪獣バトル ウルトラ銀河伝説 THE MOVIE』（2009年）
- 『ウルトラマンゼロ THE MOVIE 超決戦!ベリアル銀河帝国』（2010年）
- 『劇場版 ウルトラマンギンガS 決戦!ウルトラ10勇士!!』（2015年）
- 『ウルトラファイトビクトリー』（2015年）
- 『ウルトラギャラクシーファイト 大いなる陰謀』（2020年）
- 『ウルトラギャラクシーファイト 運命の衝突』（2022年）

## ウルトラマンキングを演じた人物

### 声の出演
- 清川元夢（『ウルトラマンレオ』第39話、『ウルトラマンメビウス外伝 ヒカリサーガ』、『ウルトラマンメビウス外伝 アーマードダークネス』STAGE2）
- 増岡弘（『ウルトラマンレオ』第50話）
- 二又一成（『ウルトラマングラフィティ  おいでよウルトラの星』）
- 小泉純一郎（『大怪獣バトル ウルトラ銀河伝説 THE MOVIE』）
- 檜山修之（『ウルトラマンジード』『ウルトラギャラクシーファイト』）

※初登場の『ウルトラマンレオ』第26話、『ウルトラマンゼロ THE MOVIE 超決戦!ベリアル銀河帝国』、『劇場版 ウルトラマンギンガS 決戦!ウルトラ10勇士!!』では台詞なし。

### スーツアクター
- 大阿久俊也（『ウルトラマンレオ』）[6]

## データ

### 身体特徴
頭の球体
宇宙で起こることの全てをキャッチする。
キングレッドアイ（キングアイ）
ウルトラ族の数万倍の視力を誇る赤い目。偽物を瞬時に見分けることが可能。
髭
ウルトラ族の髭は、ウルトラ族の年齢で4万5千歳を越えないと生えないという。
グレートプロテクター
エネルギーを発する、肩のプロテクター。
ウルトラ大勲章
腰のベルト。

### 技・能力
キングフラッシャー
両手先を水平に伸ばして放つ必殺光線。『レオ』第26話では、レオのシューティングビームとの同時発射でプレッシャーを倒した。
キングスパーク
『レオ』第39話でにせアストラがウルトラ兄弟に向けて構えていたウルトラキーを破壊した電撃ビーム。
洗礼光線
胸のルビーから発射する変身解除光線。『レオ』第39話でにせアストラに化けていたババルウ星人に浴びせ、正体を見破った。
キング再生光線（キングビーム）
両腕を交差させて放つエネルギー光線。『レオ』第50話でブニョの策略によって分断されたレオの身体を再生した。
テレポーテーション
どこでも行きたい場所へ自由に瞬間移動できる。
天変地異の術（本編未使用）
指を鳴らすだけで自然現象を操って雷や猛吹雪を起こして武器にできる。内山まもる版の漫画で使用。
キングショット
NINTENDO 64用ゲームソフト『PDウルトラマンバトルコレクション64』で使用できる必殺光線。発射ポーズや光線のエフェクトは初代ウルトラマンのスペシウム光線と同じだが、威力は勝る。
上記のほか、ウルトラマンヒカリにナイトブレスを授ける、宇宙牢獄を作り上げてウルトラマンベリアルを封印するなどの能力を映像作品中で発揮している。

### 道具・武器
キングハンマー
プレッシャー星人の魔法で縮小化されたウルトラマンレオの体を元に戻した神秘のエネルギーを秘めた打ち出の小槌のような武器。ゲーム『大怪獣バトルRR』では、キングハンマーを振ることで逆に相手を縮小させ、縮んだ相手をハンマーで叩き潰す技を使用した。
ウルトラマント
背中に装着している特殊マント。様々な武器に変形する機能を有している。レオに1枚与えたが何枚も持っており、映画『新世紀2003ウルトラマン伝説』では誕生パーティーの参加者たちから新しいマントをプレゼントされている。
マントの裏地は『レオ』第26話でレオに渡した物は赤色、第50話登場時に着用していた物は青紫色になっている。

## 劇中での活躍

### 『ウルトラマンレオ』
第26話、第39話、第50話に登場。
第26話ではプレッシャーに小さくされたレオを元の大きさに戻し、ウルトラマントをレオに与え、最後はレオとともにプレッシャーを倒した。
第39話ではレオと戦うウルトラ兄弟の前に現れ、にせアストラに化けたババルウ星人に対して洗礼光線を浴びせ、正体を見破った。
第50話ではブニョに身体をバラバラにされたレオを再生した。
- 造型は開米プロダクションが担当[5]。
- 雑誌などで公開された裏設定によると、マグマ星人に捕らわれていたアストラを救出し、治療のための大手術を施したという[注釈 8]。なお、アストラが捕らわれた際に付けられた左太腿の鎖「マグマチックチェーン」はキングの超能力を受け付けず、今でも外せないままとなっている[12]。 『新ウルトラマン列伝』第14話でのウルトラマンゼロも、マグマチックチェーンはマグマ星人に捕まっていた時の名残だと説明している。

### 映画『新世紀2003ウルトラマン伝説 THE KING'S JUBILEE』
大勢のウルトラマンや怪獣たちに30万歳の誕生日を祝ってもらった。

### 『ウルトラマンメビウス』
テレビシリーズには登場しなかったが（第50話では名前のみ登場）、インターネット作品『ウルトラマンメビウス外伝 ヒカリサーガ』全話とオリジナルビデオ『ウルトラマンメビウス外伝 アーマードダークネス』STAGE2、外伝小説『守るための太刀』に登場。
- 『ヒカリサーガ』では、酉澤安施により笠がデザインされていたが、映像には登場しなかった[14]。

### 映画『大怪獣バトル ウルトラ銀河伝説 THE MOVIE』
K76星でのレオとウルトラマンゼロの特訓を見守った。岩石の下敷きになりそうだったピグモンを助けたゼロにウルトラマンの名を贈り、ウルトラセブンのアイスラッガーを通してウルトラマンベリアルが復活したことを知り、怪獣墓場に向かわせた。ベリアルが倒された後は復興した光の国で演説を行ない、ウルトラ戦士としての使命を述べて皆を鼓舞した。
回想シーンでは光の国に現れたベリアルを宇宙牢獄に閉じ込め、ギガバトルナイザーを炎の谷に封印した。
- スーツはオリジナルのデザイン画に準じて頭部が作り直され、頭身も改められた[15]。手袋のファーはウサギの毛が用いられている[15]。
- プロデューサーの岡部淳也は、完成したマスクを見て元総理大臣の政治家である小泉純一郎を声優に起用することを閃き、無理を承知でオファーをかけたところ小泉本人から承諾を受けたという[16]。

### 映画『ウルトラマンゼロ THE MOVIE 超決戦!ベリアル銀河帝国』
光の国を襲撃したダークロプス軍団を撃破した。
- 『ウルトラ銀河伝説』でのスーツを画面で見た品田冬樹が「オヤジっぽいイメージ」「オデコの感じが気に入らなかった」と出来栄えに不満を持ったため、本作品では修正されて顔つきが変わっている[17]。

### 映画『劇場版 ウルトラマンギンガS 決戦!ウルトラ10勇士!!』
礼堂ヒカルが授かるウルトラフュージョンブレスを生み出した主として、ウルトラマンゼロのイメージ内に登場。

### 『ウルトラファイトビクトリー』
ウルトラマンヒカリの回想シーンに登場。ジュダ・スペクターの復活を企む巨大ヤプールの野望をいち早く察知し、A、レオ、アストラ、ヒカリに出動を命じた。

### 『ウルトラマンジード』
第3話、第9話、第16話、第17話、第25話に登場。
本編開始以前、ウルトラマンベリアルが用いた超時空消滅爆弾によって崩壊を始めた作中世界サイドスペースを守るため、宇宙と一体化することで崩壊を食い止めるが、その代償として存在が宇宙全体に拡散してしまい、ウルトラカプセルを捜索するために次元を超えてきたゼロでも連絡が取れないままとなっていた。なお、一体化の際に発せられたキングのエネルギーは劇中で幼年期放射と呼称され、宇宙の傷を癒しているほか、リトルスターが生まれる原因にもなっている（詳細はウルトラマンジード#登場アイテム・劇中用語を参照）。
第9話では、光瀬山麓にて伏井出ケイを斬殺しようとした鳥羽ライハを制止する謎の声として登場。
第16話でも、ライハにベリアルの襲来を伝える謎の声として登場。
第17話では、クライシス・インパクトの爆心地にてライハと対面し、かつて難産だった彼女を助けたことから、ライハが自分と交信できるようになり、リトルスターもいち早く形成されたことを明かす。その後、キメラベロス / ベリアルに捕らわれたウルトラマンジード / 朝倉リクを助けたいというライハの思いに応じ、彼女をリクの精神世界へ導く。ジードが脱出した後にはライハにリトルスターを彼のもとへ届けるように諭し、ジードがロイヤルメガマスターにフュージョンライズできるきっかけを作る。ベリアル撃破後はライハがリトルスターを失ったことにより、交信ができなくなる。
第24話では、宇宙全体を循環していたキングのエネルギーが、アトロシアスに変貌したベリアルのストルム器官によって反転・吸収されてしまう。それに伴い、宇宙をつなぎ止めていたキングの力が低下していることが、レムによって明かされた。地球には地震や洪水、異常気象などの災害が世界各地で頻発するなどの大きな被害が発生し、キングも宇宙も完全消滅の危機に陥る。
第25話では、ベリアルに苦戦するジードを自らの力によってすべての形態に分身させ、ジードがベリアルに勝利した後はリクの持つウルトラカプセルを介して肉体が再生する。ウルトラの父と共にジードを労い、テレポーテーションでM78世界へ帰還した。

## キング関連の能力を持つ戦士
ウルトラマンジード ロイヤルメガマスター

## その他
2012年公開の映画『ウルトラマンサーガ』の初期案で登場が予定されていた。
2014年2月、マレーシア内務省はウルトラマンキングが登場するマレー語版の漫画作品『ウルトラマン ザ・ウルトラパワー』を印刷機・出版物法に基づく発禁処分とした。同省は「登場するキャラクターの中のウルトラマンキングをイスラム教の神（アラー）に準えている。ウルトラマンキングとアラーを同一視することはイスラム教徒の青少年を混乱させ信仰を損ない公序良俗を蝕むことになる」と処分の理由を説明している。